# La Liberté en croupe
Pour plus de détails, voir Fiche technique et Distribution.
La Liberté en croupe est un film français réalisé par Édouard Molinaro, sorti en 1970.

## Synopsis
Paris, mai 1968. Albin (Bernard Le Coq) est un jeune oisif issu de la bourgeoisie. En couple libre avec Pamela (Marion Game), poursuivi des assiduités de Moss (Jean Rochefort), il s'éprend de Lore (Juliette Villard). Alors que son père (Michel Serrault) et Pamela tombent amoureux, il décide de partir, pendant que la grève s'installe dans le pays, avec Lore par le dernier train en partance pour le Périgord. Sa mère (Dora Doll), trouvant un mot laissé à son fils par Moss, elle décide de rencontrer ce dernier.

## Fiche technique
- Titre : La Liberté en croupe
- Réalisateur : Édouard Molinaro
- Scénario, adaptation et dialogues : Jacques Perry, Jean-François Hauduroy et Édouard Molinaro d'après le roman " La Liberté en croupe" de Jacques Perry (Editions Robert Laffont, Paris, 1969, 266 pages)
- Musique : Philippe Sarde, interprétée par l'orchestre Jean-Michel Defaye avec les Swingle Singers
- Assistants réalisateurs : Lionel Bernier et Mike Marshall
- Directeur de la Photographie : Raoul Coutard
- Décors : naturels
- Montage : Robert Isnardon et Monique Isnardon
- Son : Jean Labussière, Yvon Dacquay
- Producteurs : Daniel Cauchy et Gérard Beytout
- Production et distribution: Société Nouvelle de Cinématographie (SNC)
- Pays de production :  France
- Genre : Comédie
- Durée : 87 minutes
- Procédé : 35 mm (négatif et positif), Eastmancolor, son mono
- Date de sortie : 30 octobre 1970 à Paris.
- Affiche : Jacques Vaissier (France)

## Distribution
- Juliette Villard : Lore, une étudiante contestataire dont s'éprend Albin
- Bernard Le Coq : Albin Carcès, un étudiant individualiste qui tombe amoureux de Lore
- Michel Serrault : Paul Carcès, son père, un industriel
- Dora Doll : Suzanne
- Marion Game : Pamela
- Maurice Garrel : Philippe Reinert, un professeur
- Maria Mauban : Nicole Carces, la mère d'Albin
- Mario Pecqueur : Laurent
- Jean Rochefort : Moss
- Serge Sauvion : le gérant de l'hôtel
- Daniel Cauchy : un automobiliste dans l'embouteillage (apparition)